# Ullångersfjärden

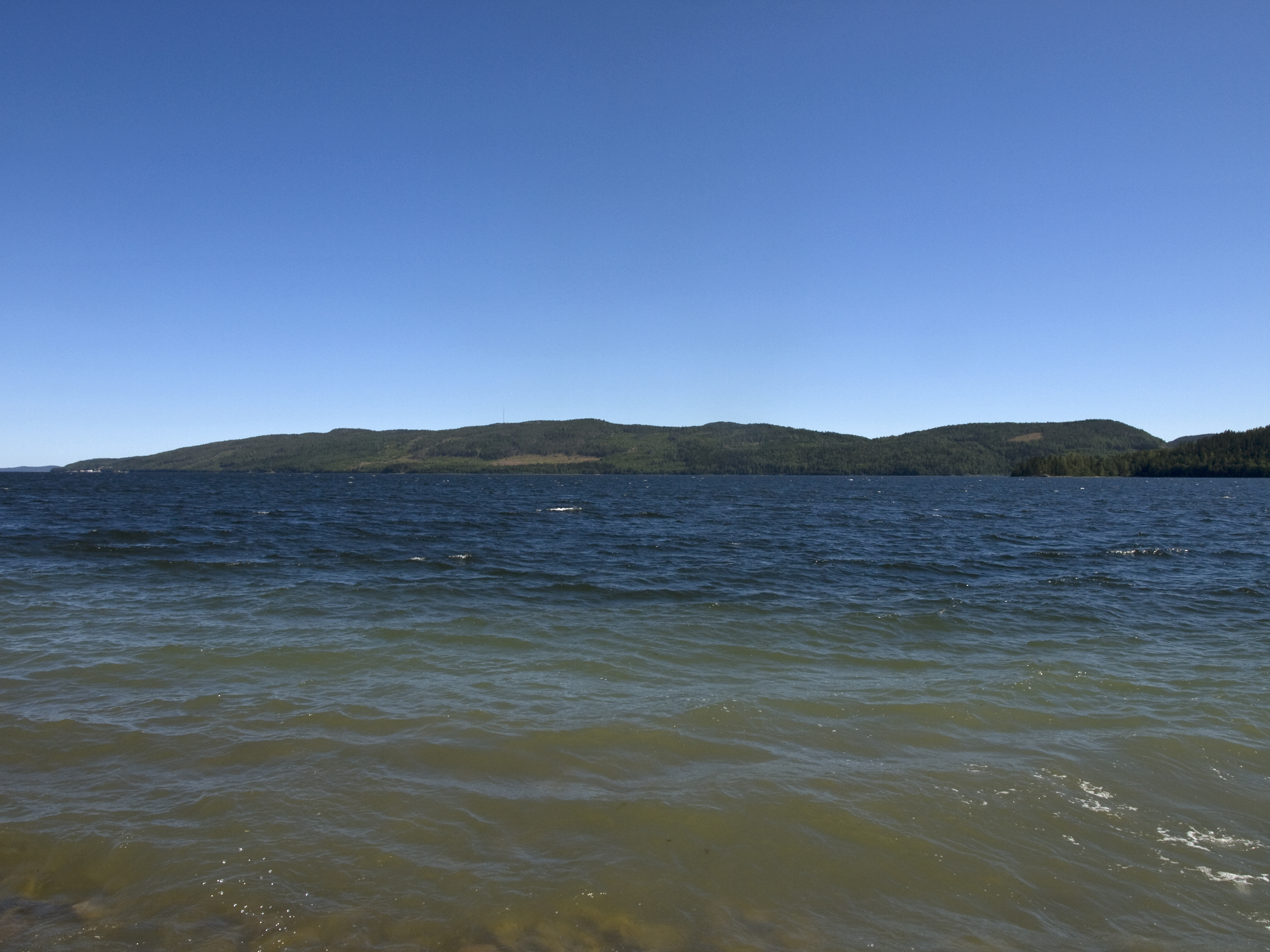
Ullångersfjärden

Ullångersfjärden är en av de djupaste fjärdarna i Sverige, och ligger i Västernorrlands län. Det största djuper på karta är uppmärkt till 104 m på en plats mitt på fjärden i en linje från Mjällomslandet till Docksta. Fjärden är över två mil lång mätt från Ulvöns södra spets till Utvik vid Ullångersfjärdens innersta del vid E4 i Ullånger. Det branta berget Valaberget mitt emot Mjällomslandet ger en fingervisning om de krafter som verkade när landet bildades och inlandsisen smälte bort. 
Ullångersfjärden utgör hjärtat i Höga Kusten. Med dagliga båtturer med bl.a. Kusttrafik och Rånö mellan Ullånger via Docksta och Mjällomslandet till Ulvön utgör fjärden en stor turistattraktion under resan. Fisket har under lång tid varit en huvudnäring. Detta har med tiden helt upphört i takt med att beståndet minskat. Torsken försvann i samband med det rovfiske som bedrevs av västkusttrålare under en vecka på åttiotalet.
Strömming, sik, lax och öring utgör för närvarande huvudbeståndet.